# Massimo De Solda
Massimo De Solda (Brindisi, 5 aprile 1966) è un allenatore di calcio ed ex calciatore italiano, di ruolo centrocampista.

## Carriera

### Giocatore
Cresciuto nelle giovanili del Milan, nel 1985 approda al Piacenza in Serie C1, dove è poco utilizzato. Rientrato al Milan, viene ceduto al Como, nell'ambito della cessione di Stefano Borgonovo. Con i lariani debutta in Serie A il 1º febbraio 1987 nella vittoria interna sul Torino, e chiude la stagione con un bottino di 6 partite. Nel 1987 si accasa al Padova in Serie B, dove trova più spazio (21 presenze), e nella stagione successiva è titolare al Taranto, con cui retrocede in Serie C1. Rimane anche nella terza serie e contribuisce al ritorno in Serie B degli ionici con 29 presenze e una rete.

De Solda (in piedi, secondo da destra) nella formazione Primavera del Milan nella stagione 1984-1985

De Solda però non segue il Taranto nella serie cadetta, rimanendo in Serie C1 con le maglie di Casarano e Ischia. Nel 1994 torna al Taranto, nel frattempo caduto nel Campionato Nazionale Dilettanti: con i rossoblu ottiene la promozione in Serie C2 e vince lo Scudetto Dilettanti.
La sua carriera prosegue sempre al Sud con Catanzaro e Benevento in Serie C2, Potenza e Martina (con cui vince il campionato 2000-2001) in Serie D.
Chiude la carriera nelle serie inferiori con Ceccano, Manfredonia, Sangiuseppese, Montenero e Locri.
In carriera ha totalizzato complessivamente 6 presenze in Serie A e 50 presenze con una rete in Serie B.

### Allenatore
Nella stagione 2009/2010 è allenatore in seconda del Brindisi, al fianco di Massimo Silva, mentre nel giugno 2011 viene nominato direttore sportivo dello Stella Jonica, in Promozione pugliese.

## Palmarès

### Competizioni giovanili
- Coppa Italia Primavera: 1

Milan: 1984-1985

### Competizioni nazionali
- Campionato italiano Serie C1: 1

Taranto: 1989-1990 (girone B)
- Campionato Nazionale Dilettanti: 1

Taranto: 1994-1995 (girone H)
- Scudetto Dilettanti: 1

Taranto: 1994-1995
- Campionato italiano Serie D: 1

Martina: 2000-2001 (girone H)

### Competizioni internazionali
- Coppa Anglo-Italiana: 1

Piacenza: 1986